# Ministerium für Staatssicherheit (China)
Das Ministerium für Staatssicherheit (chinesisch 中華人民共和國國家安全部 / 中华人民共和国国家安全部, Pinyin Zhōnghuá Rénmín Gònghéguó Guójiā Ānquánbù – „Ministerium der Volksrepublik China für Staatssicherheit“) ist für Sicherheitsbelange der Volksrepublik China zuständig. In Europa wird der Name des Ministeriums zumeist im Zusammenhang mit den Themenfeldern Netzzensur und Menschenrechte genannt.
Das Ministerium für Staatssicherheit der Volksrepublik China hat eine Abteilung für Nachrichtendienst. Wegen seiner Rolle als Inlandsnachrichtendienst und bei der Überwachung von Dissidenten wird es auch als Geheimpolizei bezeichnet. Laut chinesischer Strafprozessordnung besitzt es bei Gefährdung der nationalen Sicherheit die gleichen Rechte wie die Polizei.

## Auftrag
Laut Liu Fuzhi, früher Generalsekretär des Politbüros des Zentralausschusses der Kommunistischen Partei von China und Minister der Sicherheit, ist die Aufgabe des Ministeriums für Staatssicherheit, „die Sicherheit des Staates durch wirkungsvolle Maßnahmen gegen feindliche Agenten, Spione und konterrevolutionäre Tätigkeiten zu gewährleisten, die getan werden, um Chinas sozialistisches System zu sabotieren oder zu besiegen“. Eine der Hauptaufgaben des Ministeriums ist ohne Zweifel, Auslandsnachrichten von Zielen in zahlreichen Ländern zu erfassen. Es wird gesagt, dass viele Agenten in Hongkong, Macau und Taiwan tätig seien, sowie andere sich in die zahlreichen chinesischen Gemeinden in Übersee integriert haben. Im Jahr 1996 wurden fast 120 Agenten, die inoffiziell in den USA, Kanada, West- und Nordeuropa und Japan als Geschäftsmänner, Banker, Gelehrte und Journalisten tätig waren, nach China zurückgerufen.

## Organisation

### Büros
- Erstes Büro: Hauptabteilung Inland
- Zweites Büro: Hauptabteilung Ausland
- Drittes Büro: Hauptabteilung Hongkong, Macau, Taiwan
- Viertes Büro: Technik
- Fünftes Büro: Internationale Informationen
- Sechstes Büro: Spionageabwehr
- Siebtes Büro: Zirkulation
- Achtes Büro: Forschung
- Neuntes Büro: Überlauf- und Überwachungsabwehr
- Zehntes Büro: Wissenschaftliche und technologische Informationen
- Schulungsbüro
- Sektion für Überwachung und Bewertung (監察與審計科 / 监察与审计科,  jiānchà yǔ shěnjì kē)

### Weitere Dienststellen
- Generalstelle (辦公廳 / 办公厅,  bàngōng tīng)
- Politische Abteilung (政治部,  zhèngzhì bù)
- Parteikommission (黨委 / 党委,  dǎngwěi)

## Führung
Der Dienst wurde seit 1983 von folgenden Ministern geleitet, die direkt dem Staatsrat unterstehen:
- Ling Yun (凌云), 1983–1985
- Jia Chunwang, 1985–1998
- Xu Yongyue, 1998–2007
- Geng Huichang[4], 2007 bis 2016[5]
- Chen Wenqing, 2016 bis 2022[6]
- Chen Yixin (陈一新), 2022 bis heute[7][8]

## Rezeption

### Tätigkeiten aus bzw. in Deutschland (Spionage)
Gemäß dem Landesamt für Verfassungsschutz Baden-Württemberg (LfV) von 2018 wird vor massiven Anbahnungsversuchen in sozialen Netzwerken seitens des chinesischen Nachrichtendienstes (CND) sensibilisiert und gewarnt. Der CND versucht über den virtuellen Raum Informationen abzuschöpfen, auch nachrichtendienstliche Quellen anzuwerben. Bei der Spionageabwehr von Bundes- und Landesbehörde für Verfassungsschutz, auch bei anderen westlichen Partnerdiensten, häuften sich die Hinweise auf zahlreiche Versuche vom chinesischen Nachrichtendienstes (CND) angeworben zu werden. Zu diesen Aktivitäten richtete der CND sich Fake-Profile zum Beispiel in LinkedIn und Facebook an und verschleierten sich als Angehörige von Direktsuche-Agenturen, Beratungsfirmen, Denkfabriken oder als Wissenschaftler. Der CND fokussierte sich auf Personen, die mit China zu tun hatten, insbesondere wenn sie sich in China auf(ge)halten (hatten) oder Chinesisch konnten. Oft waren es „Mitarbeiter deutscher und europäischer Behörden, Diplomaten, Bundeswehroffiziere, Wissenschaftler, Mitarbeiter der Zentralbanken, freie Politikberater mit Zugang zu Ministerien und Behörden sowie Studenten und Mitarbeiter deutscher Stiftungen“. Der verschleierte CND-Mitarbeiter verlangte von Zielpersonen nach der Erstkontaktaufnahme einen „Lebenslauf und die Erstellung eines Berichts oder einer belanglosen Analyse“ und bezahlte dafür. Im zweiten Schritt täuschte der CND-Anwerber „ein vermeintlich wichtiger Kunde in China … am Arbeitsgebiet oder der Tätigkeit des Opfers interessiert sei“. Somit wird zur Einreise der Zielperson nach China eingeladen und vergütet, der angebliche Kunde wird niemals erscheinen. Die „Zielperson [wird in China] aufgefordert, gegen Bezahlung interne, sensible Informationen aus ihrem Arbeitsbereich weiterzugeben“. Bei Erfolgsfall wird die persönliche Kommunikation zum Beispiel auf WhatsApp und Skype verlagert.
Gemäß der Darstellung vom Landesamt für Verfassungsschutz Hessen bieten chinesische Konsulate und Medienagenturen „… in Deutschland … gute Möglichkeiten für den verdeckten Einsatz nachrichtendienstlichen Personals“. Es werden bedeutsame Kontakte hergestellt zu „… Personen in Verbänden, wissenschaftlichen Instituten, Unternehmen und sonstigen Einrichtungen“. Die Beziehung zu diesen Personen werden „… häufig über Jahre hinweg gepflegt …“ und „werden durch wiederholte Einladungen und Gefälligkeiten gefestigt“, daraus „entsteht so ein auf freundschaftlich verpflichtenden Beziehungen basierendes Netzwerk zur Informationsgewinnung“ (vgl. Guanxi). Des Weiteren werden aufgefordert „… arbeitende oder sich zeitweilig aufhaltende chinesische Wissenschaftler, postgraduierte Studenten und sonstige Wissensträger“ in Deutschland als Spionage-Gehilfen zu dienen, um das „Wissen zum Nutzen der Heimat, auch illegal, weiterzugeben“.

### Tätigkeiten in den USA
Im Juli 2020 erhob das US-Justizministerium Anklage gegen zwei chinesische Hacker wegen globaler Computereingriffskampagnen gegen geistiges Eigentum und vertrauliche Geschäftsinformationen, einschließlich COVID-19-Forschung. Das US-Justizministerium sagte, dass zwei Hacker mit der Sicherheitsabteilung des Staates Guangdong des Ministeriums für Staatssicherheit (China) zusammenarbeiteten.